# Ивкич, Леонардо
Леонардо Ивкич (нем. и хорв. Leonardo Ivkić; родился 30 января 2001 года, Вена, Австрия) — австрийско-хорватский футболист, защитник клуба «Янг Вайолетс».

## Клубная карьера
Леонардо Ивкич — воспитанник «Аустрии (Вена)». За «Янг Вайолетс» дебютировал 5 апреля 2021 года в матче против «Аустрии (Лустенау)». Дебют за основную команду состоялся 1 августа 2021 года во втором туре чемпионата Австрии в матче против «Тироля». Свой первый гол за «Янг Виолетс» состоялся 30 сентября 2022 года в матче против футбольного клуба «Дорнбирн 1913». 27 февраля 2023 года получил травму спины и пропустил 98 дней.

## Карьера в сборной
В 2017 году Ивкич сыграл 2 игры против США за сборную Хорватии до 14 лет. За сборные Австрии до 15, 16, 17 и 18 лет сыграл 20 матчей. В составе сборной Австрии до 19 лет поехал на чемпионат Европы, где сыграл 1 матч — против Сербии на групповом этапе. За молодёжную сборную дебютировал в матче против Азербайджана.